# Парище
Парище — село в Україні, у Надвірнянській міській громаді Надвірнянського району Івано-Франківської області. Населення становить 1748 осіб.

## Назва
У центрі села знаходилася реміснича майстерня. Село славилося добрими майстрами, які виготовляли міцні вози і коли вони гнули колеса до возів, то підіймалася густа пара, яку бачили жителі сусідніх сіл. При цьому ремісники вигукували: "Ще пари! Пари ще!".

## Географія
Село знаходиться за 15 км від районного центру та за 7,5 км від залізничної станції Лісна Тарновиця. Через село протікають річки Велесниця та Чорний і проходить автомагістраль Надвірна — Отинія. До складу колишньої сільради входило також село Лісна Велесниця.

## Історія

### XVIII - XIX століття
В історичних джерелах Парище вперше згадується в 1785 — 1788 роках. Однак, відомо, що у 1648 році політика польської шляхти викликала незадоволення у селян Парищ та навколишніх сіл і вони у складі загону Андрія Намісника брали участь у анифеодальній боротьбі. У результаті цього виникло  переміщення населення у гірські райони краю. Після 1772 року сюди приходить австрійська влада. До 1848 року село  належало поміщикові Рейхарду. У 1887р.  була заснована читальня товариства «Просвіта», у якій нараховувався 131 учасників.

### Перша світова війна
У часи Першої світової війни жителі села вступають до лав Українських Січових Стрільців. Серед них був Олекса Батир (1893р.н) 

### Міжвоєнний період
Протягом 1918 - 1939 років   в Парище відновила свою діяльність "Просвіта", діяв "Сільський господар", "Луг".У 1939 році з приходом радянської окупаційної владиприпинили свою діяльність.

#### Освіта
Школа знаходилася 7 км.  залізничної станції і 14 км. від повітового міста. В селі знаходиться 2 класова дерев’яна школа з двома навчальними класами площею 60 м2, а шкільне подвір’я мало 5520 м.  У школі навчалися українську мовою. Директором був Мухній Григорій (1888 року народження, українець).
Протягом 1923 та 1925–26 років міністром  освіти та релігії був Станіслав Грабський. Він проводив жорстку політику спольщення на українських землях  - «Lex Grabski». Закон передбачав перетворення окремих українських та польських шкіл на двомовні (утраквістичні).
Шкільна львівська кураторія видала наказ від 14 вересня 1928 року  ч.1 24742/28 змінила українську викладову мову на польську в трьохкласній вселюдній школі в селі Парище на підставі прохань родичів 25 дітей шкільного віку.  Батьки українських дітей виступили проти розпорядження львівської кураторії і відправили петицію до міністерства освіти через шкільного інспектора в Надвірній, у якому заперечували, що хтось з них підписував декларації з вимогою польської мови навчання і стверджують, що немає ніякої потреби змінювати українську викладову мову на польську, оскільки в селі є тільки 5 польських і  5 єврейських дітей,  решта 225 - українські. У 1930 році у селі діяла поширена публічна та змішана школа. У якій навчилися 223 учні, які вивчали польську та українську  мови. Вони мали 86 наукових годин, 3 класних кабінети.
З метою збереження власної національної ідентичності протидіяв полонізації о. Йосиф Кучинський (1833 – 1924).

### Друга світова війна
Тривалий в селі йшли бої між оргнами НКВД та УПА.
- січень 1945 р. курені розійшлися в рейди: курінь „Різуна" відійшов у Товмаччину й заквартирував у с. Парищі ( 300 осіб). Розвідка доносила, що НКВС мають намір робити облаву  і командир вислав сотню „Чорноти" за село, на шлях Товмач - Парище.[5]
- 3 січня 1945 р.  надійшло 220 червоноармійців пішком до села. Застава розбила більшовиків (70 вбитих), але сотня по 2 годиннім бою мусила відступити, бо більшовики дістали з Товмача поміч. Упівці мали 4 вбитих і  3 ранених. До вечора того дня більшовики бомбардували ліс, де був бій. З Парища курінь „Різуна" перейшов до Чорного лісу.[6]
- 7 лютого 1945р. в лісі між Красною і Парищем більшовики окружили відділ УПА “І”. Відбувся бій, який тривав кілька годин. У результаті якого 85 вбитих червоноармійців, 10 вбитих і кілька ранених упівців. Майже в цілому терені по дорогах більшовики робили засідки вдень і вночі. На засідках між Тарновицею-Парищами-Красною в лісі попало вже кілька курієрів і деякі люди, що тією лінією переходили.[7]

### Повоєнні часи
У 1948 році у селі діяв колгосп ім. Шевченка, де сколективізовано 120 господарств. Головою колгоспу був  Лавришин Василь. Майно колгоспу: 30 коней, 70 корів, 15 телят, 20 свиней, 15 возів, 15 плугів, 5 млинків і 1 молотарка.

### Сучасність
- Учні з  Лісної Велисниці  після 4 класу навчаються у парищенському ліцеї.
- Працює дитячий садок «Золотий ключик», будинок культури, бібліотека, лікарська амбулаторія.
- відбувається щорічний футбольний турнір пам'яті Василя Чіха [9]

## Населення

### Мова
Розподіл населення за рідною мовою за даними перепису 2001 року:
| Мова            | Кількість | Відсоток |
| --------------- | --------- | -------- |
| українська      | 1745      | 99.83%   |
| російська       | 2         | 0.11%    |
| інші/не вказали | 1         | 0.06%    |
| Усього          | 1748      | 100%     |

## Релігія
- УГКЦ   церква «Вознесіння Господнього» (о.  Михайло Федорів)
- ПЦУ церква  «Вознесіння Господнього» (о. Іван Лавришин).

Перша згадка про Храм Вознесіння Господнього датується кінцем XVIII століття. За переказами старожилів церква була збудована в зруб майстром Федором разом із синами з села Манява. Святиню будували з дерев, які вирубали в місцевому лісі, а сам Храм постав на пнях зрубаних дерев.
У 1834 році постала потреба реставрації Храму: було встановлено нові дубові підвалини, які поставили на тесаний камінь. Також замінено покрівлю та встановлено нові хрести. За свідчення родини Мольдованів, їхній прадід, встановлюючи Хрест, побачив цифру 1777р., що також вважається датою заснування Храму.
В 1854 році на церковному подвір’ї звели нову дерев’яну резиденцію, викопали криницю та побудували господарські будівлі. У 1883 році Храм розписували майстри із Відня. 1906 -1909 рр. – перекриття церкви оцинкованою бляхою.
У 1942-1944 роках через село проходив фронт і біля Святині угорськими солдатами були викопані окопи, в які вкопали гарматами й вони збереглися до нашого часу. Під час війни Храм уцілів, хоча й був сильно пошкоджений із північної сторони осколками та кулями.
1965 р. у Надвірнянському районі Івано-Франківської області богослужіння «регулярно» проводилися тільки у 14 церквах. Зважаючи на відсутність священників із 1962 р. богослужіння не проводяться в 5 храмах (с. Стримба, Ямна, Чорні Ослави, Кременці, Парище).  У 1967 році сільська рада за вказівкою з району вивезла всю церковну утвар у Лоєву, де в місцевому храмі був склад релігійної атрибутики. В цей час було спалено багато церковних історичних документів, книг та інших речей. В середині церкви  розмістили музей, а іконостас закрили білим полотном.
3 липня 1991 року – розпочато капітальний ремонт та здійснено нові розписи Святині художником-реставратором Миколою Канюсом із Івано-Франківська та його учнями.
Вніч з 8 на 9 лютого 1992 року: за загадкових обставин церква спалахнула.  4 липня 1992 року – освячено капсулу на будівництво нового Храму. У 1997 року громада увійшла до складу Івано-Франківської єпархії  УПЦ КП.
Священики, які служили в Храмі:
- о. Микола Левицький – (1775-1832)
- о. Василь Левицький – (1832-1840)
- о. Стефан Колянковський – (1841-1877)
- о. Олександр Гарасевич – (1877-1886)
- о. Іван Кучинський – (1880-1883)
- о. Йосиф Кучинський – (1883-1924)
- о. Іван Волянський – (1924-1946)
- о. Степан Киселевський – (1946- 1961)
- о. Прокопович 1948 – (1952)
- о. Василь Савяк
- о. Юрій Федяк
- о. Микола Филик – (1996)
- о. Іван Лавришин – (з 2000) [11]

## Відомі люди
- Верес Роман -  есперантист, бібліотекар.
- Глинчак Василь — Заслужений журналіст України.
- Ковальчишин Леся Андріївна -  художниця
- Мазур Мар'яна — журналістка, член Національної спілки журналістів України.
- Петрик Степан Васильович (1977 - 2022) - військовослужбовець Збройних Сил України, учасник російсько - української війни
- Рудак Андрій Тарасович (1998 - 2023) -  військовослужбовець Збройних Сил України, учасник російсько - української війни
- Рудак Сергій Миколайович (1982 - 2022) - військовослужбовець Збройних Сил України, учасник російсько - української війни
- Стрембіцький Ігор — український режисер, оператор, звукорежисер.
- Федак Іван — математик.
- Чіх Василь Дмитрович (1954—2011) — український футболіст та футбольний тренер.

## Вулиці
- Канючин -  досить молода вулиця назва якої пішла від слова 'канючити' тобто правити. На цій вулиці правив людьми пан на ім'я Канюч.
- Гайдаївка. Колись на цій вулиці жив польський пан  Гайда, який обробляв великі поля. Пізніше на тих полях почали розбудовуватися, але і досі там залишилися великі площі полів.
- "Долина" названа так, тому що розташована у долині села, нижче берега. Колись ця вулиця теж не була заселена, там була млака (заболочена низина).
- Кривулі. Люди назвали так вулицю, тому що вона "крива".
- Поруб. Колись ця частина була не заселена, а вкрита лісом. Виділяли якусь певну частину для порубки. Колись будинки будувалися з дерева, тому вирубували ліси. Після вирубки дерев згодом почали заселятися люди в тій частині. Тому так назвали вулицю Поруб, бо була порубка дерев.
- Козарівка. Про вулицю Козарівка є дві історії виникнення її назви. Перша історія говорить про те, що колись ця вулиця була вкрита лісом й у тому лісі завжди росли саме козарі. Коли люди бачили, що почали рости козарики, то це означало, що грибний сезон розпочато. Тому таку назву отримала ця вулиця.
- Гнилоха. Походить назва  від річки "Гнилоха". Колись на цій вулиці була чиста річка, водилися риби, раки, купалася дітвора. Селяни сіяли коноплі для того, щоб виготовляти сорочки. Щоб коноплю можна було якимось чином відбілити, то її вимочували у цій річці. Так як конопля психотропна речовина, то там все гинуло, а згодом і гнило. Тому так назвали річку і вулицю "Гнилоха".

## Галерея

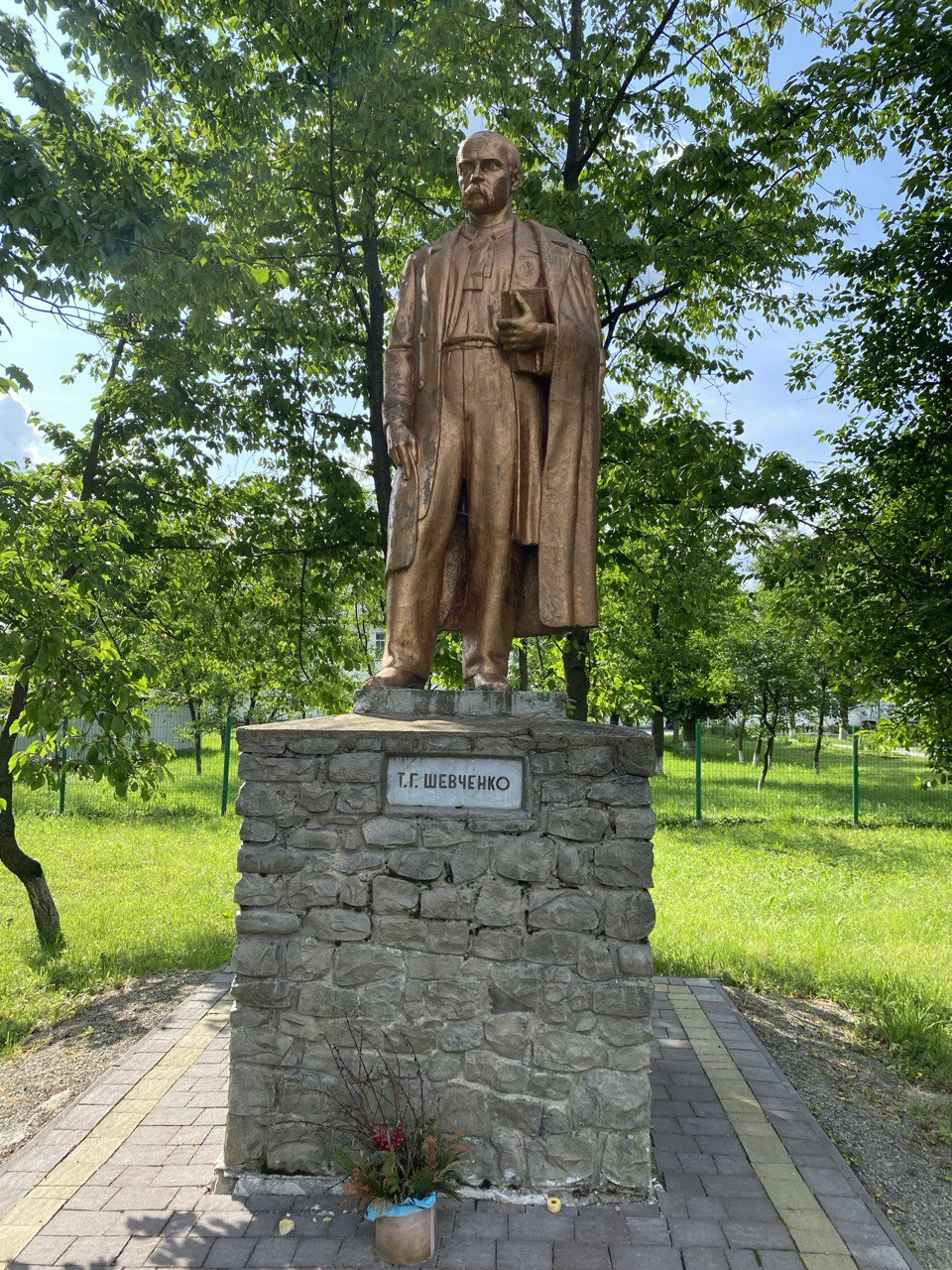
Пам'ятник Т. Шевченку
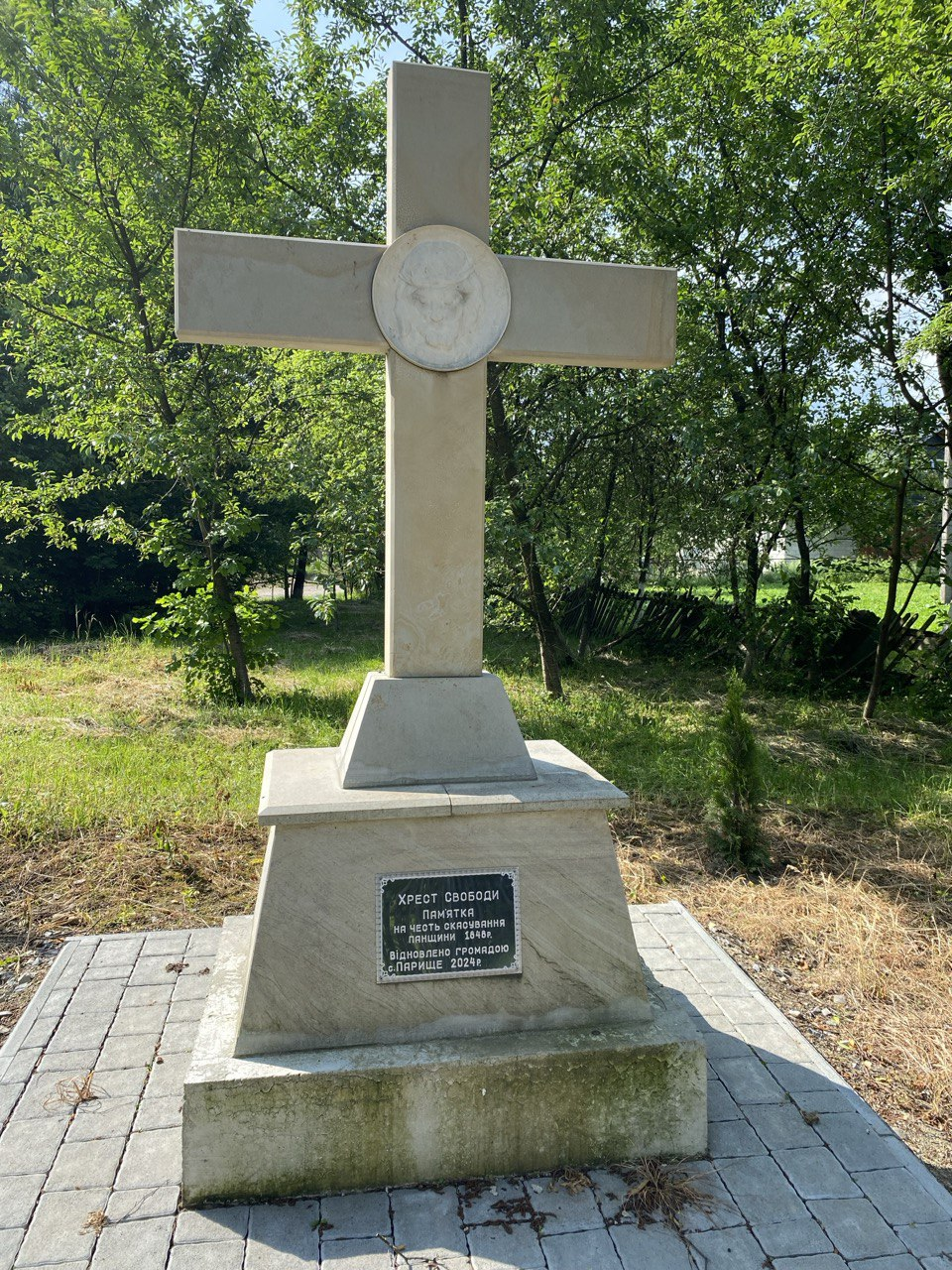
Пам'ятник на честь скасування панщини
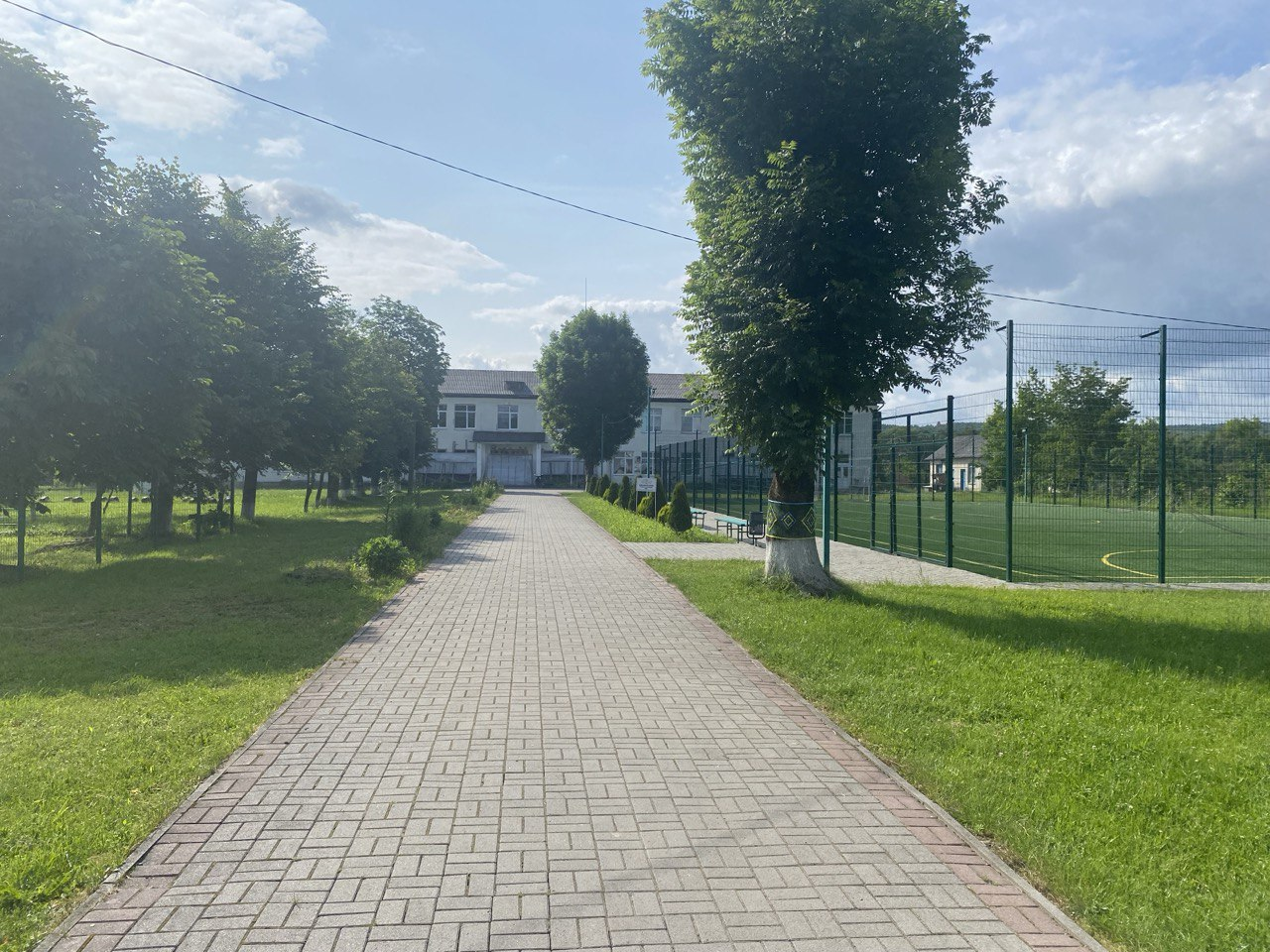
Ліцей
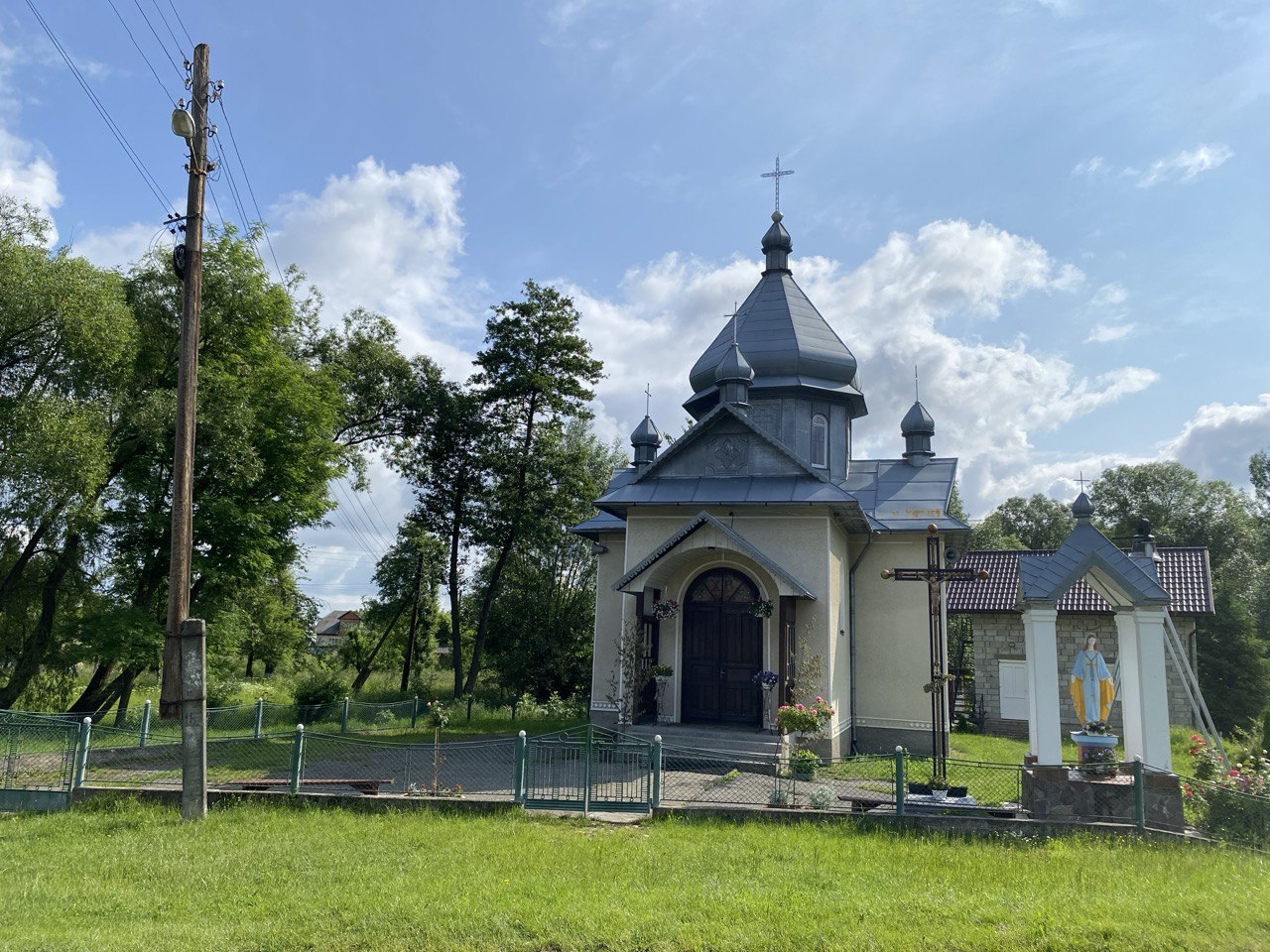
Церква Вознесіння Господнього УГКЦ
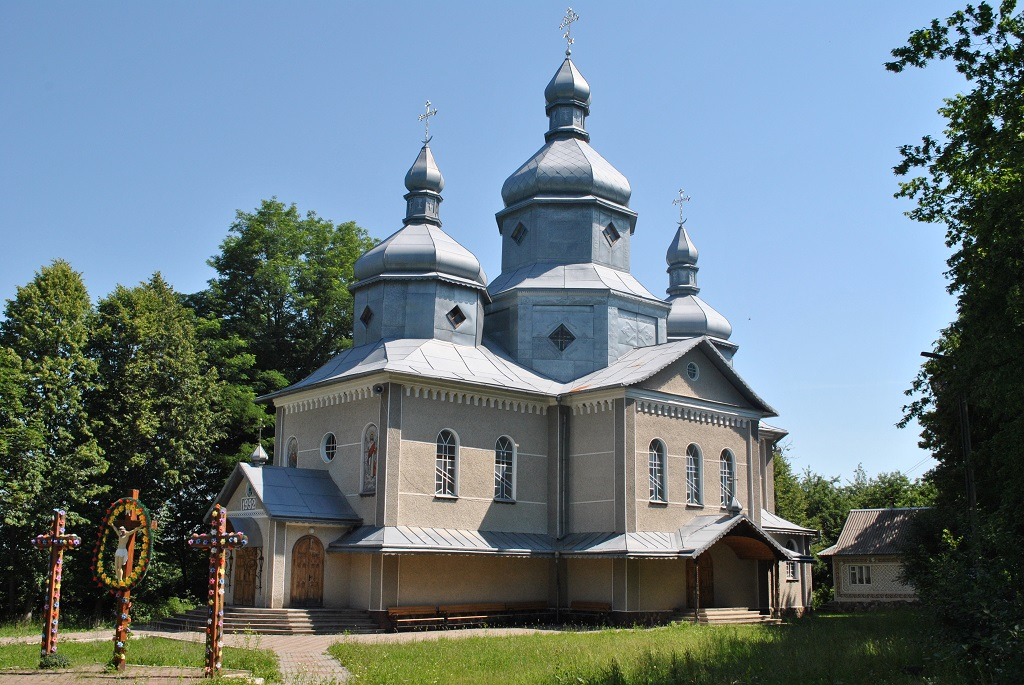
Храм Вознесіння Господнього